# Куйару (природний заповідник)
Приро́дний запові́дник Ку́йару (ест. Kuiaru looduskaitseala) — природоохоронна територія в Естонії, у повіті Пярнумаа.
Загальна площа — 221,7 га.
Заповідник утворений 30 березня 2007 року.

## Розташування
Поблизу природоохоронної території розташовуються села Куйару (волость Торі) та Вилла (волость Аре).

## Опис
Метою створення заповідника є збереження 2 типів природних оселищ (Директива 92/43/ЄЕС, Додаток I):
| Код   | Тип оселища                                                     | Площа, га |
| ----- | --------------------------------------------------------------- | --------- |
| 9010* | Західна тайга                                                   | 131,7     |
| 9050  | Феноскандійські ліси з Picea abies і багатим трав'яним покривом | 40,8      |

Об'єктами охорони є рослинні види III природоохоронної категорії (Закон Естонії про охорону природи):
- зозульки плямисті (Dactylorhiza maculata),
- гудієра повзуча (Goodyera repens),
- баранець звичайний (Huperzia selago),
- гніздівка звичайна (Neottia nidus-avis).

Зони природного заповідника
| Назва                    | Тип                   | Площа, га | Категорія МСОП | Координати                                                            |
| ------------------------ | --------------------- | --------- | -------------- | --------------------------------------------------------------------- |
| Ніймісте (Niimiste skv.) | зона цільової охорони | 162,4     | IV             | 58°29′16″ пн. ш. 24°43′47″ сх. д. / 58.48778° пн. ш. 24.72972° сх. д. |
| Таммісте (Tammiste skv.) | зона цільової охорони | 59,3      | Ib             | 58°29′18″ пн. ш. 24°43′41″ сх. д. / 58.48833° пн. ш. 24.72806° сх. д. |

Територія заповідника збігається з природною областю Куйару (Kuiaru loodusala), яка є складовою частиною Європейської екологічної мережі Natura 2000.